# Tweekleurige slakkenhuisbij
De tweekleurige slakkenhuisbij (Osmia bicolor) is een vliesvleugelig insect uit de familie Megachilidae. De wetenschappelijke naam van de soort is gepubliceerd in 1781 door Schrank.